# Universidade de Lund
A Universidade de Lund (sigla: LU; em sueco: Lunds universitet; em inglês:  Lund University;  ouça a pronúncia) ou Lunda (em latim: Universitas Regia Lundensis) é uma universidade pública sueca com sede em Lund, e instalações em Helsingborg e Malmö. 

É frequentada por cerca de 47 000 alunos, e conta com 8 800,  professores, investigadores, doutorandos e funcionários (2023). 

Foi fundada em 1666, sendo a segunda mais antiga universidade sueca (após a Universidade de Uppsala). 

Hoje em dia (2024), é uma das mais prestigiadas universidades da Europa e está, de acordo com diversos rankings, entre as 151-200 melhores universidades do mundo. 

### Campi
Dispõe de campi em Lund, Helsingborg, Malmö e Ljungbyhed. 

### História
A Universidade foi criada em 1666 como parte do processo de suequização das antigas províncias dinamarquesas da Escânia, Halland e Blekinge, recentemente conquistadas pela Suécia. Abriu as suas portas em 1668, com a missão de formar funcionários suecos de confiança.

### Biblioteca
A Biblioteca da Universidade de Lund foi fundada juntamente com a universidade, em 1668, sendo uma das maiores e mais antigas bibliotecas da Suécia. Desde 1698, ela recebe cópias de depósito legal de tudo que é publicado no país. Atualmente, seis bibliotecas suecas recebem depósito legal, mas apenas a de Lund e a Biblioteca Real em Estocolmo são obrigadas a manter tudo para a posteridade.

As publicações suecas representam metade das obras do local, as quais somam mais 170 km de estantes. A biblioteca empresta cerca de 620 mil livros por ano, sua equipe de funcionários é de 200 trabalhadores integrais, e suas 33 filiais abrigam 2600 mesas de leitura.

O atual prédio principal, em Helgonabacken, foi inaugurado em 1907. Antes dele, o posto era ocupado pelo prédio Liberiet, situado nas proximidades da catedral da cidade. O Liberiet foi construído como uma biblioteca no século XV, mas atualmente funciona como uma cafeteria.

### Cursos e programas
Oferece cursos de formação inicial e pós-graduação em economia, ciências humanas, teologia, direito, arte, música, teatro, medicina, ciências naturais, ciências sociais e engenharia.

### Prêmio Nobel
Várias personalidades ligadas à Universidade de Lund foram galardoadas com o Prémio Nobel:

- Bengt Samuelsson (1934-1924), Nobel de Fisiologia ou Medicina 1982
- Bertil Ohlin (1899-1979), Nobel de Economia 1977
- Karl Siegbahn (1886-1978), Nobel de Física 1924
- Sune Bergström (1916-2004), Nobel de Fisiologia ou Medicina 1982
- Arvid Carlsson (1923-2018), Nobel de Fisiologia ou Medicina (2000)
- Anne L'Huillier (1958-), Prêmio Nobel de Física 2023

### Estudantes e professores notáveis
- Annie Lööf (Política)[15]
- Antje Jackelén (Arcebispa)
- Arvid Carlsson (Prémio Nobel)
- Baltzar von Platen (Construtor)
- Bengt Samuelsson (Prémio Nobel)
- Bertil Ohlin (Prémio Nobel)
- Ernst Wigforss (Político)
- Esaias Tegnér (Escritor)
- Fritiof Nilsson Piraten (Escritor)
- Hans Alfredson (Ator)
- Ingvar Carlsson (Político)
- K.G. Hammar (Arcebispo)
- Knut Wicksell (Industrialista)
- Leif Silbersky (Advogado)
- Manne Siegbahn (Prémio Nobel)
- Pehr G. Gyllenhammar (Industrial)
- Sune Bergström (Prémio Nobel)
- Tage Erlander (Político)
- Anne L'Huillier (Física, Prémio Nobel)

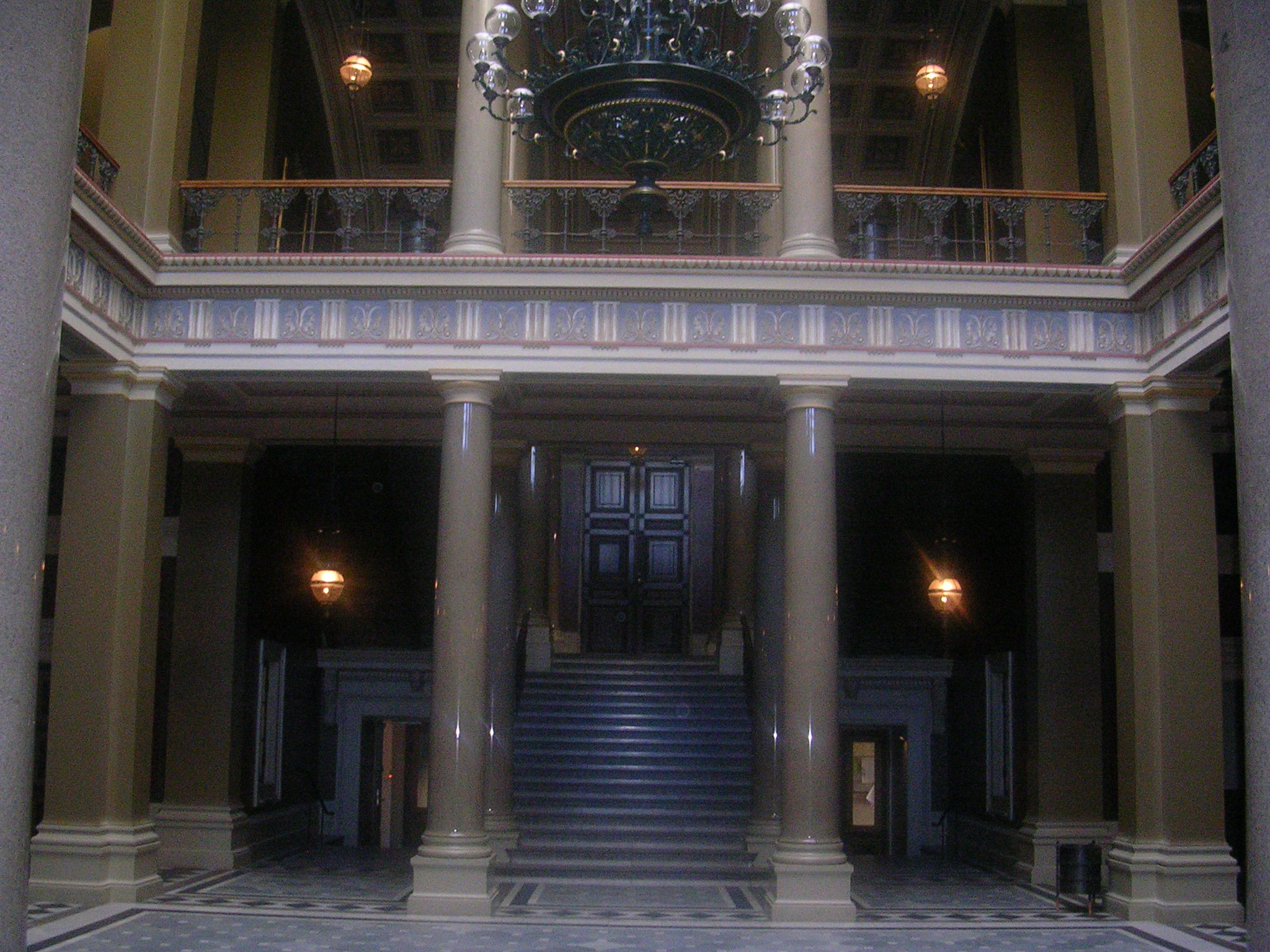
Átrio
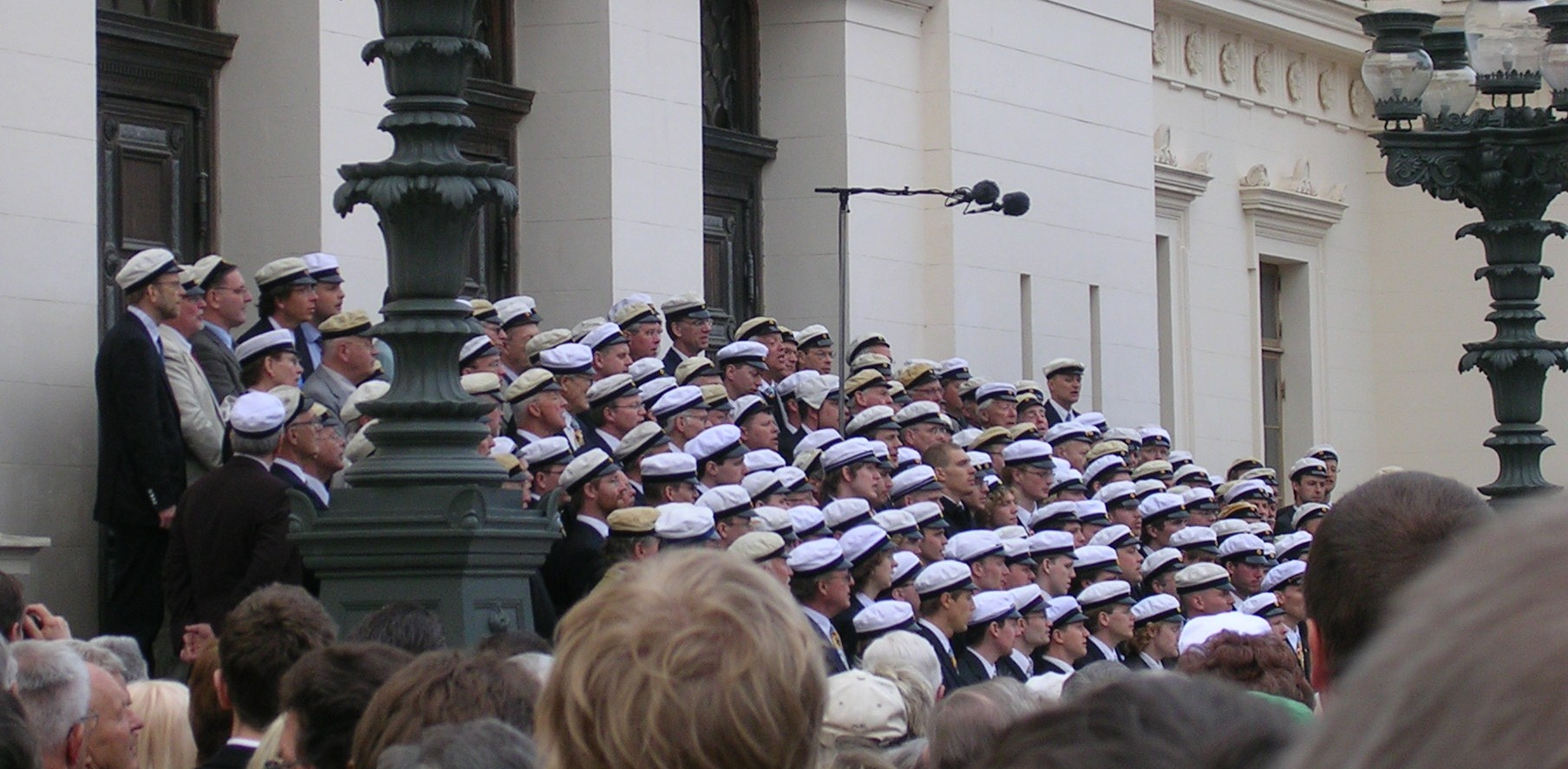
Coro
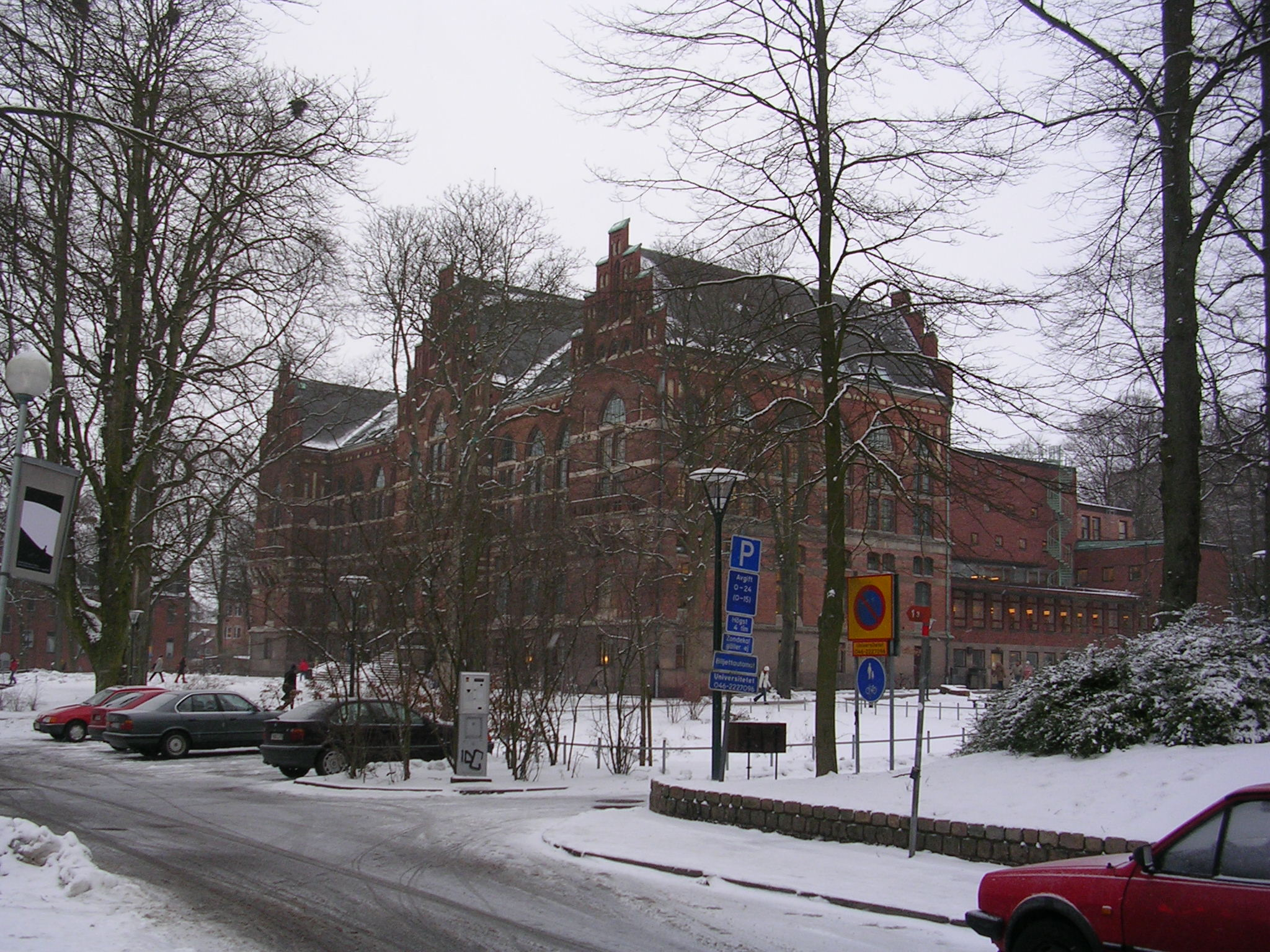
Biblioteca
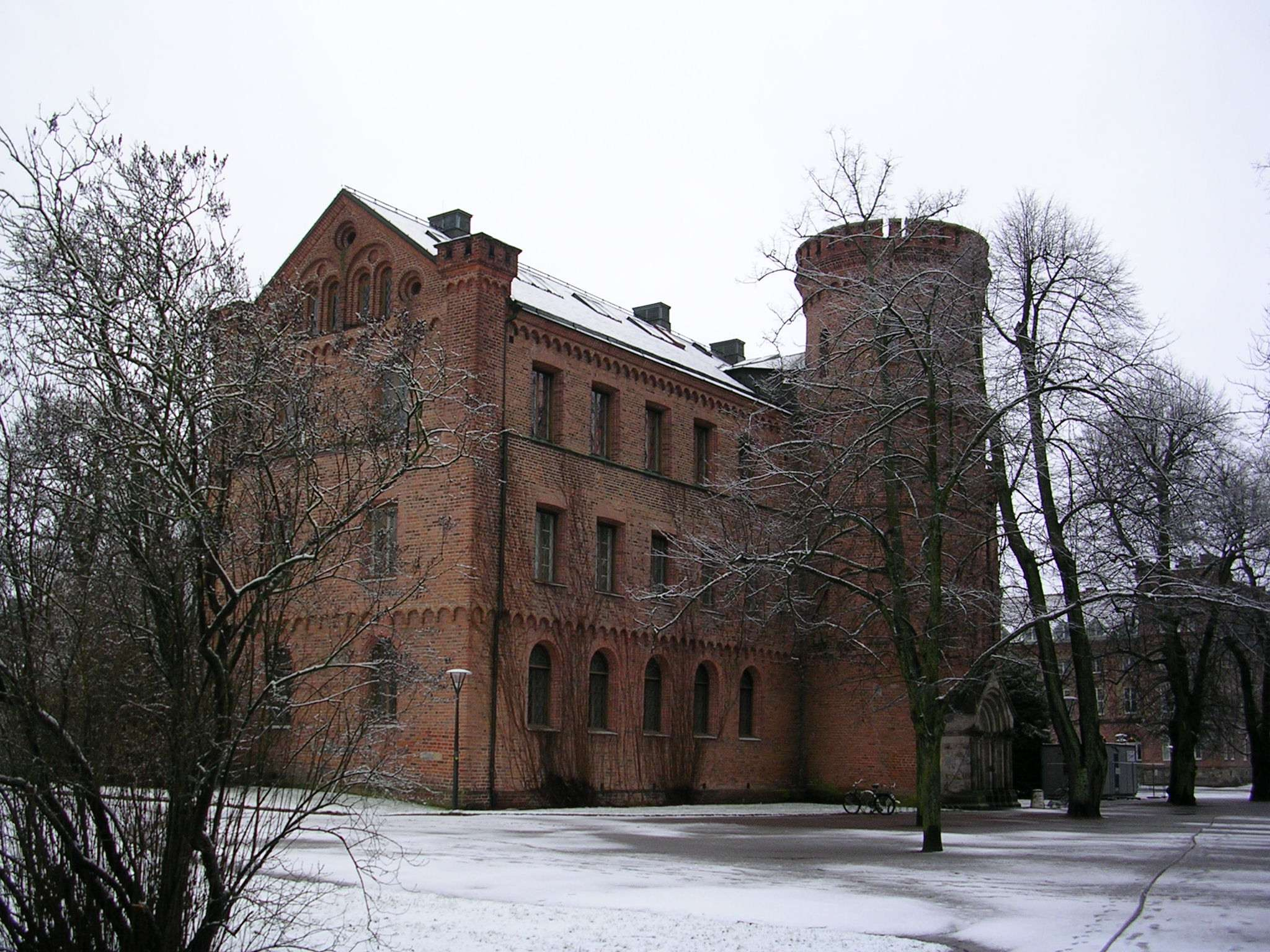
Edifício original